# Star-Banner
O Star-Banner é um jornal de circulação diária de Ocala, uma cidade localizada no estado americano da Flórida, e atende o Condado de Marion e comunidades adjacentes. Pertencente à The New York Times Company, o Star-Banner possui uma circulação diária de aproximadamente 43.000 exemplares, e é o 19º. maior jornal do estado da Flórida.

## História
The East Florida Banner  começou a ser publicado semanalmente no Condado de Marion, na Flórida, em 1866. É o predecedente direto do Star-Banner de hoje. The East Florida Banner foi vendido à George W. Wilson em 1881 e renomeado The Florida Banner-Lacon quando se fundiu ao The Florida Lacon.
Em 1883, o nome foi modificado para The Ocala Banner. Em 1890, The Ocala Banner se tornou um jornal de circulação diária. Em 1895, The Ocala Evening Star foi criado como um competidor do The Ocala Banner. The Ocala Star-Banner foi a combinação resultante em um único jornal, ocorrida em 1º. de Setembro de 1943, e tem permanecido o jornal diário do Condado de Marion desde essa época.